# 柏倉門伝村
柏倉門伝村（かしわくらもんでんむら）は山形県南村山郡にあった村。現在の山形市中心部の西方、山形県道17号山形白鷹線沿線にあたる。

## 地理
- 山：富神山、松森山、鷹取山、大森山、檜木沢山、高森山

## 歴史
- 1889年（明治22年）4月1日 - 町村制の施行により、南村山郡柏倉村・門伝村の区域をもって柏倉門伝村が発足。
- 1956年（昭和31年）12月23日 - 山形市に編入。同日柏倉門伝村廃止。

## 交通

### 道路
- 狐越街道（現・山形県道17号山形白鷹線）